# Erçağ Evirgen
Erçağ Evirgen (* 7. September 1986 in Çorlu) ist ein türkischer Fußballspieler, der bei Kayseri Erciyesspor unter Vertrag steht.

## Karriere
Evirgen begann mit dem Vereinsfußball in der Jugend von Çerkezköy Spor und wechselte im Sommer 2008 als Profifußballer zum Viertligisten Lüleburgazspor. Hier erkämpfte er sich sofort einen Stammplatz und wurde mit 16 Toren in 36 Begegnungen der beste Torschütze seines Teams.
Nach diesem Erfolg wechselte er zum Zweitligisten Karşıyaka SK. In seiner ersten Spielzeit für diesen Verein kam er auf 28 Ligabegegnungen, während er in der zweiten Spielzeit eher auf der Reservebank saß.
Zum Sommer 2011 wechselte er zum Drittligisten Adana Demirspor. Mit dieser Mannschaft wurde er zum Saisonende Relegationssieger der TFF 2. Lig, welcher den direkten Aufstieg in die TFF 1. Lig bedeutete. Mit der Zeit entwickelte sich Evirgen zu einem Publikumsliebling, da er für seine Mitspielermotivation, seinen unermüdlichen Einsatz und langanhaltenden Kampfgeist bekannt war. 
Nach drei Spielzeiten und 19 Toren bei Adana Demirspor wechselte er in der Sommertransferperiode 2014 zum Ligakonkurrenten Denizlispor.
Im August 2015 wechselte er zu Kayseri Erciyesspor.

## Erfolge
Adana Demirspor
- Aufstieg in die TFF 1. Lig: 2011/12